# HiSilicon
HiSilicon (tiếng Trung: 海思) là một công ty bán dẫn không sản xuất trực tiếp của  Trung Quốc có trụ sở tại Thâm Quyến, Quảng Đông và hoàn toàn thuộc sở hữu của Huawei.
HiSilicon mua giấy phép cho các thiết kế CPU từ ARM Holdings, bao gồm ARM Cortex-A9 MPCore, ARM Cortex-M3, ARM Cortex-A7 MPCore, ARM Cortex-A15 MPCore, ARM Cortex-A53, ARM Cortex-A57 và cũng mua thiết kế lõi đồ họa Mali của họ. HiSilicon cũng đã mua giấy phép từ Vivante Corporation cho lõi đồ họa GC4000 của họ.
HiSilicon được cho là nhà thiết kế mạch tích hợp lớn nhất trong nước tại Trung Quốc. Năm 2020, Hoa Kỳ đưa ra các quy tắc yêu cầu các công ty Mỹ cung cấp một số thiết bị nhất định cho HiSilicon phải có giấy phép.